# ジョナサン・デービス (野球)
ジョナサン・R・デービス（Jonathan R. Davis, 1992年5月12日 - ）は、アメリカ合衆国アーカンソー州ワシタ郡カムデン出身のプロ野球選手（外野手）。右投右打。

## 経歴

### プロ入りとブルージェイズ時代
2013年のMLBドラフト15巡目（全体445位）でトロント・ブルージェイズから指名されプロ入り。契約後、傘下のアパラチアンリーグのルーキー級ブルーフィールド・ブルージェイズでプロデビュー。43試合に出場して打率.238、2本塁打、14打点、4盗塁を記録した。
2014年はルーキー級ガルフ・コーストリーグ・ブルージェイズとA-級バンクーバー・カナディアンズでプレーし、2球団合計で28試合に出場して打率.209、1本塁打、10打点、7盗塁を記録した。
2015年はA級ランシング・ラグナッツとA+級ダニーデン・ブルージェイズでプレーし、2球団合計で60試合に出場して打率.271、3本塁打、22打点、11盗塁を記録した。
2016年はA+級ダニーデンでプレーし、120試合に出場して打率.252、14本塁打、54打点、33盗塁を記録した。
2017年はAA級ニューハンプシャー・フィッシャーキャッツでプレーし、128試合に出場して打率.249、10本塁打、45打点、20盗塁を記録した。オフにはアリゾナ・フォールリーグに参加し、ピオリア・ハベリーナズに所属した。
2018年、マイナーではAA級ニューハンプシャーとAAA級バッファロー・バイソンズでプレーし、2球団合計で124試合に出場して打率.282、10本塁打、56打点、26盗塁を記録した。 9月4日にメジャー契約を結んでアクティブ・ロースター入りし、翌5日のタンパベイ・レイズ戦にて「9番・中堅手」で先発出場してメジャーデビュー（この試合での結果は3打数無安打）。この年メジャーでは20試合に出場して打率.200、3盗塁を記録した。
2019年は37試合に出場して打率.181、2本塁打、6打点、3盗塁を記録した。
2020年は13試合に出場して打率.259、1本塁打、6打点、1盗塁を記録した。
2021年は開幕をMLBで迎えた。4月30日にテオスカー・ヘルナンデスの復帰に伴い、マイナーに降格した。7月30日にDFAとなった。

### ヤンキース時代
2021年8月3日にウェイバー公示を経てニューヨーク・ヤンキースへ移籍した。9月9日にDFAとなり、11日にマイナー契約となった（8月25日より傘下のAAA級スクラントン・ウィルクスバリ・レイルライダースに所属。）。オフの11月7日にFAとなった。

### ブルワーズ時代
2021年11月18日にミルウォーキー・ブルワーズとマイナー契約を結び、2022年のスプリングトレーニングに招待選手として参加することになった。
2022年は開幕を傘下のAAA級ナッシュビル・サウンズで迎え、6月18日にメジャー契約を結んでアクティブ・ロースター入りした。8月27日に右ふくらはぎを痛め、10日間のDL入りした。9月9日にリハビリのため、A級ウィスコンシン・ティンバーラトラーズに、13日に再度AAA級ナッシュビルにそれぞれ配属されたが、25日にウェイバー公示となり、10月6日にFAとなった。

### マーリンズ時代
2023年1月30日にデトロイト・タイガースとマイナー契約を結んだ。5月22日にブレイディ・アレンとのトレードでマイアミ・マーリンズに移籍し、翌23日にアクティブ・ロースター入りした。

## 詳細情報

### 年度別打撃成績
| 年 度    | 球 団    | 試 合 | 打 席 | 打 数 | 得 点 | 安 打 | 二 塁 打 | 三 塁 打 | 本 塁 打 | 塁 打 | 打 点 | 盗 塁 | 盗 塁 死 | 犠 打 | 犠 飛 | 四 球 | 敬 遠 | 死 球 | 三 振 | 併 殺 打 | 打 率 | 出 塁 率 | 長 打 率 | O P S |
| -------- | -------- | ----- | ----- | ----- | ----- | ----- | -------- | -------- | -------- | ----- | ----- | ----- | -------- | ----- | ----- | ----- | ----- | ----- | ----- | -------- | ----- | -------- | -------- | ----- |
| 2018     | TOR      | 20    | 27    | 25    | 3     | 5     | 1        | 0        | 0        | 6     | 0     | 3     | 0        | 0     | 0     | 1     | 0     | 1     | 6     | 2        | .200  | .259     | .240     | .499  |
| 2019     | TOR      | 37    | 95    | 83    | 8     | 15    | 1        | 0        | 2        | 25    | 6     | 3     | 1        | 1     | 1     | 5     | 0     | 5     | 24    | 1        | .181  | .266     | .265     | .531  |
| 2020     | TOR      | 13    | 34    | 27    | 4     | 7     | 2        | 0        | 1        | 12    | 6     | 1     | 0        | 0     | 1     | 3     | 0     | 2     | 11    | 1        | .259  | .364     | .444     | .808  |
| 2021     | TOR      | 52    | 85    | 70    | 16    | 10    | 1        | 0        | 1        | 14    | 4     | 4     | 1        | 0     | 1     | 11    | 0     | 3     | 21    | 1        | .143  | .282     | .200     | .482  |
| 2021     | NYY      | 12    | 18    | 17    | 4     | 1     | 0        | 0        | 0        | 1     | 0     | 0     | 0        | 0     | 0     | 1     | 0     | 0     | 5     | 0        | .059  | .111     | .059     | .170  |
| '21計    | NYY      | 64    | 103   | 87    | 20    | 11    | 1        | 0        | 1        | 15    | 4     | 4     | 1        | 0     | 1     | 12    | 0     | 3     | 26    | 1        | .126  | .252     | .172     | .425  |
| 2022     | MIL      | 37    | 91    | 76    | 9     | 17    | 1        | 0        | 0        | 18    | 4     | 7     | 1        | 1     | 0     | 14    | 0     | 0     | 26    | 1        | .224  | .344     | .237     | .581  |
| MLB：5年 | MLB：5年 | 171   | 350   | 298   | 44    | 55    | 6        | 0        | 4        | 73    | 20    | 18    | 3        | 2     | 3     | 35    | 0     | 11    | 93    | 6        | .185  | .291     | .245     | .536  |

- 2022年度シーズン終了時

### 背番号
- 67（2018年）
- 49（2019年 - 2020年、2023年 - ）
- 3（2021年 - 同年7月29日、2022年）
- 36（2021年8月4日 - 同年終了）